# Józef Siedlecki
Józef Siedlecki herbu Wąż (zm. przed 18 października 1783 roku) – generał major w 1764 roku, podczaszy sandomierski od 1780 roku, podstoli sandomierski w  latach 1775-1780, cześnik sandomierski w latach 1773-1775, łowczy sandomierski w 1773 roku.
Poseł powiatu pilzneńskiego na sejm konwokacyjny 1764 roku. Jako poseł na sejm elekcyjny 1764 roku z województwa sandomierskiego delegowany do pacta conventa Stanisława Augusta Poniatowskiego, podpisał je. 